# Donald forgeron
Série Donald Duck
Pour plus de détails, voir Fiche technique et Distribution.
Donald forgeron (The Village Smithy) est un dessin animé de la série des Donald Duck produit par Walt Disney pour RKO Radio Pictures sorti le 16 janvier 1942.

## Synopsis
Donald, le maréchal-ferrant, a deux taches à réaliser: poser une nouvelle jante de fer sur une roue de wagon, et ferrer Jenny, un âne femelle. Mais la jante ne reste pas en place, et l'âne ne veut pas des fers.

## Fiche technique
- Titre original : The Village Smithy
- Titre français : Donald forgeron
- Série : Donald Duck
- Réalisateur : Dick Lundy
- Scénario : Carl Barks
- Animateurs : Ted Bonnicksen, Jack Boyd, Bob Carlson, Walt Clinton, Frank McSavage
- Voix : Clarence Nash (Donald)
- Musique : Charles Wolcott
- Producteur : Walt Disney
- Distributeur : RKO Radio Pictures
- Date de sortie : 16 janvier 1942
- Format d'image : couleur (Technicolor)
- Son : Mono (RCA Photophone)
- Durée : 8 min
- Langue : (en)
- Pays :  États-Unis

## Voix françaises
- Sylvain Caruso : Donald Duck

## Titre en différentes langues
D'après IMDb :
- Finlande : Aku kyläseppänä
- Suède : Bysmeden, Kalle Anka som smed, Mästersmeden Kalle Anka